# Zulligertestet
Zulligertestet är ett projektivt test, av samma typ som rorschachtestet. Dock består detta test endast av tre bilder som presenteras i form av diabilder, testet kan då göras i grupp och ej bara enskilt. En bild är färglös, en bild är flerfärgad och en bild är med svarta och röda fläckar. Testet utarbetades av den schweiziska psykologen Hans Zulliger. Testet avsågs att användas för att välja rekryter till den schweiziska armén.